# Cuộc di tản Dunkirk (phim)
Cuộc di tản Dunkirk (tên gốc tiếng Anh: Dunkirk) là một bộ phim chiến tranh năm 2017 do Christopher Nolan biên kịch, đồng sản xuất và đạo diễn. Phim có sự tham gia diễn xuất của Fionn Whitehead, Tom Glynn-Carney, Jack Lowden, Harry Styles, Aneurin Barnard, James D'Arcy, Barry Keoghan, Kenneth Branagh, Cillian Murphy, Mark Rylance và Tom Hardy. Lấy bối cảnh trong Thế chiến hai, nội dung phim phác họa lại Chiến dịch Dynamo, khi 400.000 quân lính Đồng minh phải di cư sau khi bị mắc kẹt ở bờ biển Pháp bởi lực lượng quân thù. Dưới sự phân phối của hãng Warner Bros. Pictures, Cuộc di tản Dunkirk là một dự án hợp tác sản xuất giữa bốn quốc gia bao gồm Vương quốc Anh, Hoa Kỳ, Pháp và Hà Lan.
Phần kịch bản được viết bởi Nolan, kể câu chuyện từ ba góc nhìn – trên mặt đất, trên biển và trên không – nhằm tối giản phần đối thoại và tập trung hoàn toàn vào hình ảnh chi tiết. Công tác quay phim được tiến hành bắt đầu từ tháng 5 năm 2016 tại Dunkirk, Pháp và kết thúc tại Los Angeles, Mỹ, nơi quá trình hậu kỳ của phim được bắt đầu thực hiện. Nhà quay phim Hoyte van Hoytema thực hiện quay Dunkirk bằng máy quay IMAX với định dạng phim 65 mm. Phim được công chiếu ra mắt vào ngày 13 tháng 7 năm 2017 tại rạp Odeon Leicester Square ở Luân Đôn, Anh và được khởi chiếu rộng rãi tại Anh, Mỹ, Việt Nam và nhiều quốc gia khác trên thế giới vào ngày 21 tháng 7 năm 2017 dưới định dạng 2D tiêu chuẩn và IMAX.

## Nội dung
Phim kể về Khối Đồng minh từ Anh, Bỉ, Canada, và Pháp bị quân Đức bao vây trên bờ biển Dunkirk và cuộc di tản trong Chiến dịch Dynamo trong khoảng thời gian từ ngày 26 tháng 5 đến ngày 4 tháng 6 năm 1940, trong giai đoạn đầu của Chiến tranh thế giới thứ hai.

## Diễn viên
- Fionn Whitehead vai Tommy
- Tom Glynn-Carney vai Peter
- Jack Lowden vai Collins
- Harry Styles vai Alex
- Aneurin Barnard vai Gibson
- James D'Arcy vai Đại tá Winnant
- Barry Keoghan vai George
- Kenneth Branagh vai Chỉ huy Bolton
- Cillian Murphy vai Người lính run rẩy
- Mark Rylance vai Ông Dawson
- Tom Hardy vai Hạ sĩ

## Sản xuất

### Phát triển
Đạo diễn Christopher Nolan viết một kịch bản dài 112 trang. Ông quyết định kể câu truyện từ ba góc nhìn: từ trên không (máy bay), trên mặt đất (trên bãi biển) và trên biển (cuộc di tản bởi hải quân). Hoyte van Hoytema, người trước đây đã từng hợp tác với Nolan trong phim điện ảnh Hố đen tử thần ra mắt năm 2014 của ông, đã được chọn làm người quay phim chính của Dunkirk. Nolan thỏa thuận với hãng phim Warner Bros. rằng ông sẽ nhận mức lương 20 triệu USD cộng thêm 20% của tổng doanh thu từ phòng vé, thỏa thuận điên rồ nhất kể từ khi Peter Jackson nhận một khoản tương tự cho King Kong.

### Tuyển diễn viên
Cuối năm 2015, Tom Hardy, Kenneth Branagh và Mark Rylance đã thực hiện các cuộc đàm phán để tham gia Dunkirk với tư cách các nhân vật phụ. Fionn Whitehead được xác nhận sẽ vào vai nhân vật chính trong tháng 3 năm 2016, và Jack Lowden, Aneurin Barnard và Harry Styles được thêm vào danh sách diễn viên không lâu sau đó. Cillian Murphy gia nhập dàn diễn viên trong tháng tiếp theo. James D'Arcy, Barry Keoghan và Tom Glynn-Carney được thêm vào hàng ngũ diễn viên sau đó vào tháng 5. Sau khi Nolan được các nhân chứng sống từ cuộc di tản Dunkirk tiết lộ về việc các binh lính thời đó đã trẻ dạ và thiếu kinh nghiệm đến mức nào, ông quyết định tuyển chọn các diễn viên trẻ tuổi và vô danh cho phân cảnh bãi biển.

### Quay phim

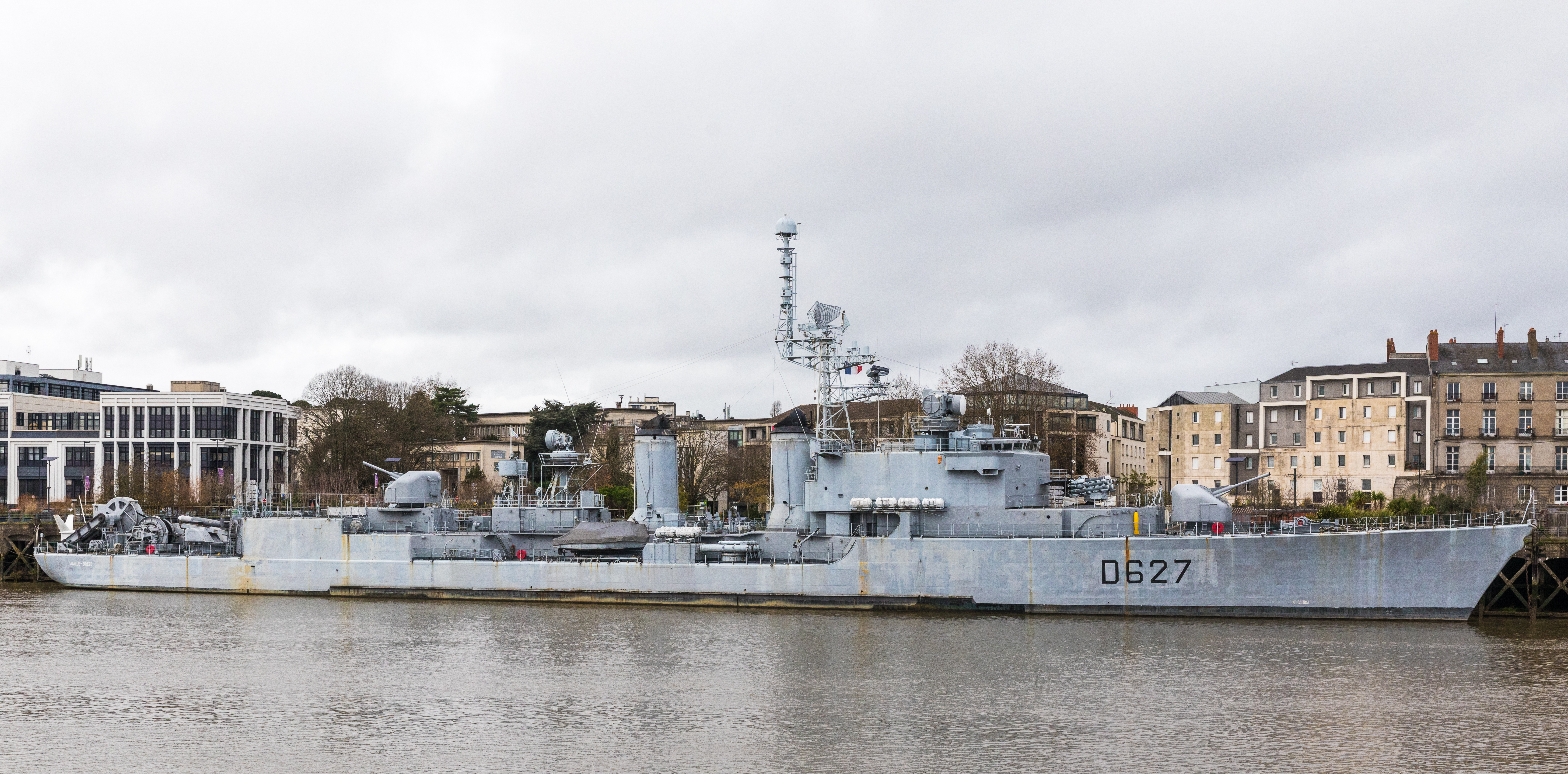
Tàu khu trục Hải quân Pháp Maillé-Brézé được sử dụng trong bộ phim.

Quá trình quay phim chính được bắt đầu vào ngày 23 tháng 5 năm 2016 ở Dunkirk, Pháp. Trong các tháng tiếp theo, quá trình sản xuất được diễn ra ở Urk, Hà Lan, Swanage và Weymouth ở Dorset, Vương quốc Anh và ở Trung tâm Thông tin Point Vicente và hải đăng Point Vicente Light ở Rancho Palos Verdes, Mỹ. Hoạt động quay phim ở Dunkirk diễn ra trong cùng địa điểm với nơi xảy ra hoạt động di tản trong thực tế. Khoảng 6.000 nhân vật phụ đã được sử dụng cho cảnh quay này. Nolan đã nghiên cứu kỹ thuật phim câm để tạo ra những khoảng lặng trong những cảnh quay quần thể chỉ bằng các chi tiết, do các đoạn hội thoại trong phim đã được tối giản một cách đáng kể. Trong phim, Hardy đóng vai một phi công. Anh đã dành một số lượng lớn lịch trình quay phim của mình trong buồng lái và rất ít tiếp xúc với phần còn lại của diễn viên và nhóm làm phim.
Bộ phim được quay trên sự kết hợp của định dạng phim IMAX 65 mm và phim 65 mm định dạng lớn; lần đầu tiên trong một bộ phim điện ảnh, máy ảnh IMAX được sử dụng qua kỹ thuật cầm tay. Nolan đã cho tu sửa lại sáu mươi tàu chiến thật để sử dụng trong các cảnh quay, bao gồm chiếc tàu khu trục Hải quân Pháp Maillé-Brézé. Hai chiếc máy bay tiêm kích Supermarine Spitfire Mk.IA, một chiếc Supermarine Spitfire Mk.VB, và một phi cơ Hispano Buchon, được ngụy trang thành chiếc máy bay chiến đấu Messerschmitt Bf 109E, được sử dụng trong cảnh quay không chiến. Một máy ảnh IMAX đã được gắn với một chiếc máy bay chiến đấu và cho chìm xuống nước để mang lại hiệu quả thị giác tối đa. Để tránh việc phải sử dụng công nghệ mô phỏng hình ảnh bằng máy tính, đạo cụ làm từ bìa cứng được cắt ra và mô phỏng các binh lính và các thiết bị vận chuyển quân sự để tạo nên ảo giác về một đội quân lớn.

### Âm nhạc
Tháng 1 năm 2016, nhà soạn nhạc Hans Zimmer đã bắt đầu làm việc với phần nhạc nền của phim. Vào ngày 5 tháng 4 năm 2017, Zimmer tiết lộ rằng ông đã gần hoàn thành phần nhạc nền, và nó sẽ được hoàn thành trong tháng 5.

## Quảng bá
Đoạn teaser quảng bá cho bộ phim được công chiếu tại các rạp chiếu kèm với phim điện ảnh Biệt đội cảm tử và được đăng tải trực tuyến vào ngày 4 tháng 8 năm 2016. Dựa theo công ty phân tích dữ liệu ListenFirst Media, trailer của Cuộc di tản Dunkirk lôi kéo được nhiều ý kiến đồng thuận trên Twitter nhất trong số các trailer phim được ra mắt trong tuần đó. Đoạn trailer đầy đủ đầu tiên được phát hành vào ngày 14 tháng 12 năm 2016, cùng với một đoạn clip độc quyền cho các rạp chiếu phim dài năm phút được công chiếu ở phần mở đầu của một vài suất chiếu IMAX chọn lọc của Rogue One: Star Wars ngoại truyện. Cuộc di tản Dunkirk là bộ phim được bình luận nhiều nhất trong tuần đó theo dữ liệu của công ty đo lường phương tiện truyền thông comScore, và đoạn quảng cáo phim thu hút hơn 20 triệu lượt xem trên YouTube. Đoạn clip năm phút cũng được trình chiếu tại một vài suất chiếu IMAX chọn lọc của Kong: Đảo Đầu lâu.
Những cảnh quay từ bộ phim đã được trình chiếu tại sự kiện CinemaCon năm 2017 và đã nhận được rất nhiều đánh giá tích cực. Hãng phim Warner Bros. đã cho phát sóng một đoạn quảng cáo với sự cộng tác của Hiệp hội Bóng rổ Quốc gia cho sự kiện 2017 NBA Playoffs. Trailer chính thức của phim được ra mắt vào ngày 5 tháng 5 năm 2017 sau một thời gian đếm ngược trên trang mạng chính thức của bộ phim. Một lần nữa, Dunkirk lại là bộ phim được bàn tán nhiều nhất trong tuần đó dựa trên dữ liệu của công ty đo lường phương tiện truyền thông comScore. Vào ngày 6 tháng 7 năm 2017, hãng Warner Bros. cho ra mắt một trailer khác, và cũng là lần thứ ba Dunkirk trở thành phim điện ảnh được bàn tán nhiều nhất trong tuần. Đoạn trailer được công chiếu kèm một số suất chiếu của Wonder Woman: Nữ thần chiến binh trong tháng 7.

## Phát hành
Vào tháng 10 năm 2015, hãng phim Warner Bros. công bố Dunkirk và đặt lịch chiếu phim vào ngày 21 tháng 7 năm 2017, dưới dạng IMAX, 70 mm và 35 mm. Bộ phim được phát hành trong khoảng thời gian mà các studio đã chứng kiến một sự thành công to lớn với các bản phát hành trong quá khứ, khiến đây là bộ phim thứ tư của Nolan công chiếu trong tuần thứ ba của tháng 6.